# Tanaodiplosis androgynes
Tanaodiplosis androgynes är en tvåvingeart som först beskrevs av Ephraim Porter Felt 1908.  Tanaodiplosis androgynes ingår i släktet Tanaodiplosis och familjen gallmyggor.
Artens utbredningsområde är New York. Inga underarter finns listade i Catalogue of Life.